# バッキンガム宮殿

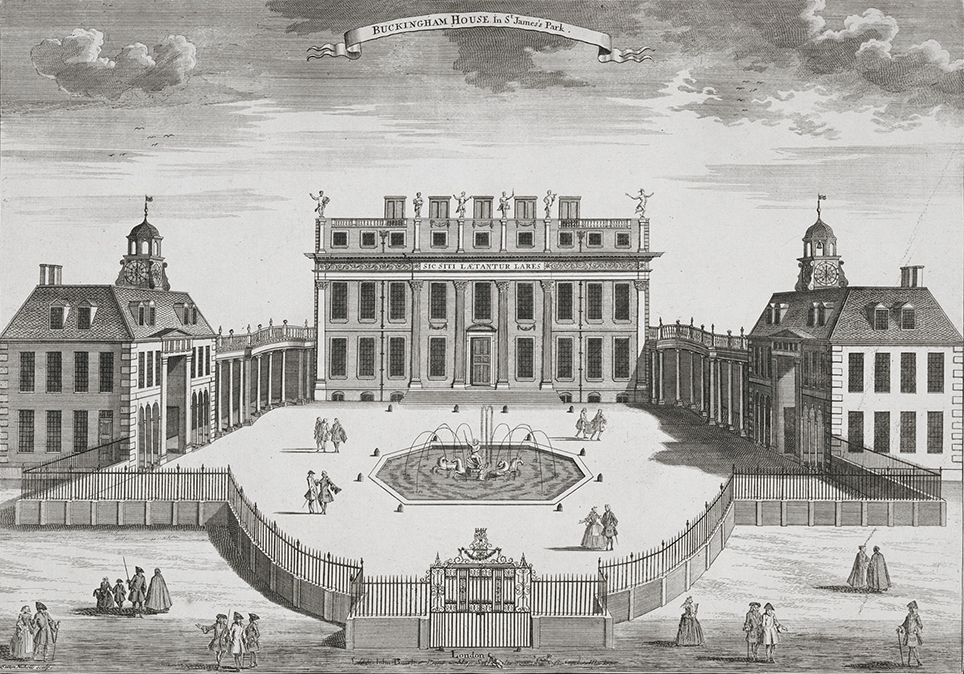
バッキンガムハウス（1710年）

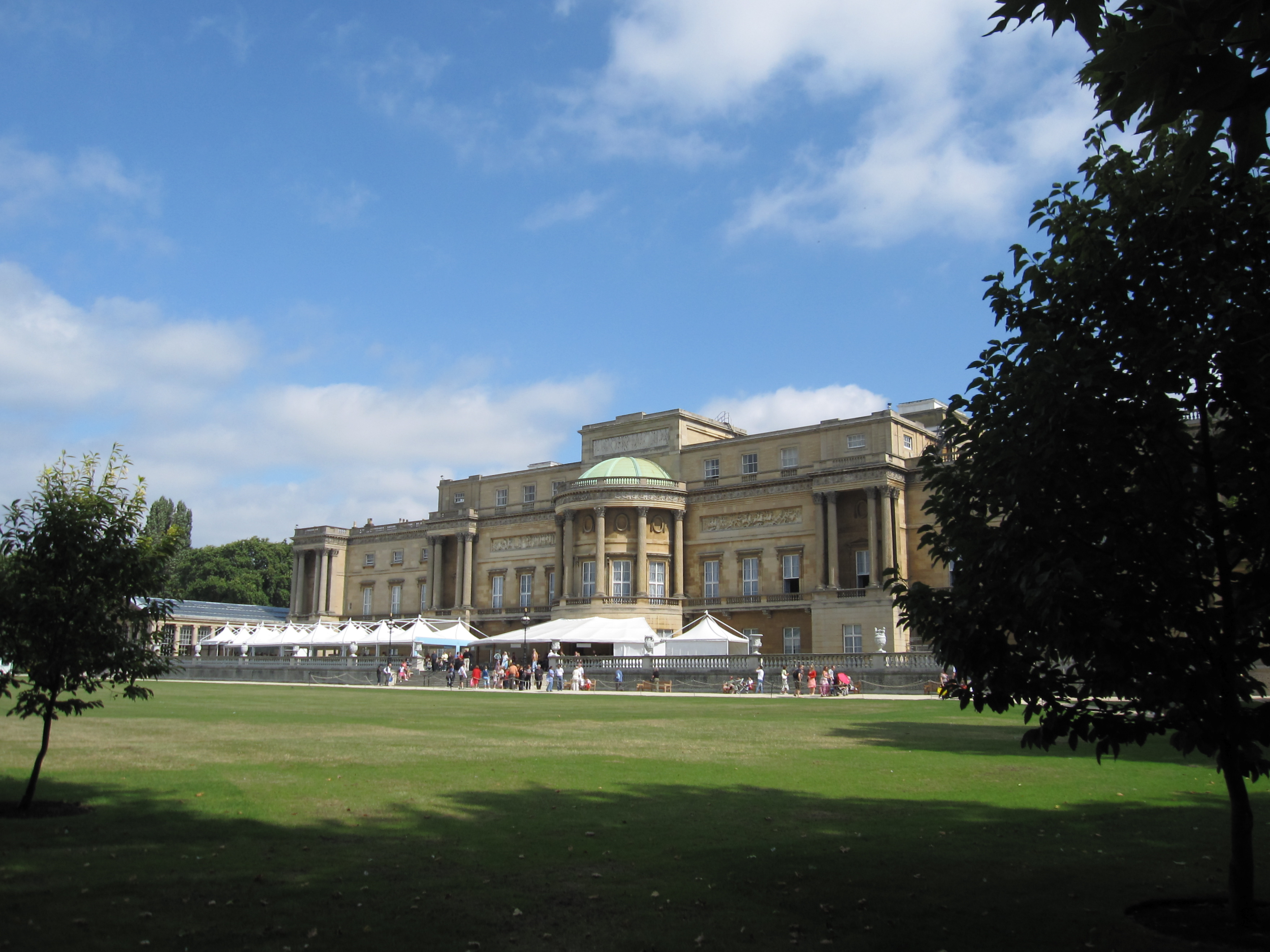
宮殿裏の西側に広がる庭園

バッキンガム宮殿（バッキンガムきゅうでん、英語: Buckingham Palace）は、イギリスのロンドンにある宮殿。イギリス国王の主要住居地として知られている他に、外周護衛を担当する近衛兵の交代儀式を見物できることで有名。

## 概要
約1万坪の敷地を誇り、舞踏会場、音楽堂、美術館、接見室や図書館等が設置されている。部屋数は、スイート19、来客用寝室52、スタッフ用寝室188、事務室92、浴室78、部屋総数775である。宮殿に勤務する人は約450名、年間の招待客は4万人にもなるという。王族たちを補助する侍従50人は同じ宮に住み込み、その他の侍従達は王室厩舎であるロイヤル・ミューズ (Royal Mews) に寄居する。
宮殿正面広場には、ヴィクトリア記念碑が建立されており、その向こうではセント・ジェームズ・パークとトラファルガー広場につながるザ・マルが、生い茂ったプラタナス並木に沿って位置している。
現在では、例年7月下旬から9月下旬の約10週間の間に限り一般入場が可能となっている。入場料はウィンザー城を修復する為の費用に充てられている。

## 歴史

### 1624年以前
中世には、現在のバッキンガム宮殿があった場所はエベリー邸宅（エイアとも呼ばれる）の一部を形成していた。この湿地にはタイバーン川が潤しており、今でもバッキンガム宮殿の中庭と南翼の下を流れている。川が渡れる場所（カウフォード）には、アイクロス村が成長した。土地の所有者は何度も変わったいき、所有者には、サクソン時代後期のエドワード証聖王とウェセックスのエディス、そしてノルマン征服の後はウィリアム征服王などが含まれている。ウィリアム国王はこの場所をロンドン塔の巡査であったジェフリー・ド・マンデヴィルに譲り、マンデヴィルはウェストミンスター寺院の修道士たちに遺贈した。
1531年にヘンリー8世はイートン大学からセント・ジェームス病院（後にセント・ジェームス宮殿となる）を取得し、1536年にはウェストミンスター寺院からエベリー邸を接収した。これらの移転により、バッキンガム宮殿の敷地は、約500年前に征服王ウィリアムが譲渡して以来初めてイギリス王室の手に戻った。さまざまな所有者が王室の地主からこの地を借り受け、その自由保有権は17世紀に熱狂的な投機の対象となった。その時までに、アイクロスの古い村はとっくの昔に衰退しており、その地域の大部分は荒れ地になっていた。村の発展に資金が必要だったジェームズ6世は国王の所有権の一部を売却したが、 敷地の一部は保持し、そこに絹の生産のために4エーカー（1.6ヘクタール）の桑園を設立した（これは今日の宮殿の北西隅に位置している）。クレメント・ウォーカーは『アナーキア・アングリカーナ』（1649年）の中で、「S. ジェームズの桑園に新しく建てられたソドムと紡績工場」について言及している。これは、そこが放蕩の場所であった可能性があることを示唆している。最終的には17世紀後半に、自由保有権は不動産王ヒュー・オードリーから偉大な相続人メアリー・デイヴィスに相続された。

### 最初の宮殿（1624年 - 1761年）
恐らくこの敷地内に最初に建てられた建物は 1624年頃のウィリアム・ブレイクの家であったと推測されている。次の所有者は初代ノリッチ伯爵ジョージ・ゴーリングで、1633年からゴーリング・ハウスとして知られるようになったブレイクの家を増築し、発展させた。現在の庭園の大部分は、当時ゴーリング・グレート・ガーデンとして知られていた。しかし、彼は桑園の自由保有権を取得しなかった。ゴーリングには知られていなかったが、1640年にこの文書は「チャールズ1世がロンドンから逃亡する前に、法的執行のために必要だった大璽を通過できなかった」。この重大な不作為が、ジョージ3世の下でイギリス王室が自由保有権を取り戻すのに役に立つことになった。生意気なゴーリングが家賃を滞納したとき、初代アーリントン伯爵ヘンリー・ベネットはゴーリング・ハウスの借地権を購入することができ、1674年にゴーリング・ハウスが焼失したときはそこを占拠していた 。翌年、その場所（現在の宮殿の南翼の位置）にアーリントンハウスが建設された。1698年にジョン・シェフィールドが賃貸借権を取得した。彼は後に初代バッキンガム公爵およびノーマンビー公爵となった。バッキンガム宮殿は、ウィリアム・ウィンデの設計により1703年にシェフィールドに建てられた。選択されたスタイルは、大きな3階建ての中央ブロックに2つの小さなサービスウィングが隣接するというものであった。それは最終的に1761年にバッキンガム公の非嫡男であるチャールズ・シェフィールドによってジョージ3世に 2万1000ポンドで売却された。シェフィールドの桑園用地の借地権は、その自由所有権がまだ王室が所有していたもので、1774年に期限切れとなる予定であった。

### シャーロット王妃の私邸から宮殿（1761年 - 1837年）
新しい王室の所有権のもと、この建物はもともとジョージ3世の王妃シャーロットの私的な隠れ家として意図されていたため、王妃の家として知られていた。建物の改修は1762年に始まった。1775年に議会法により、近くのオールド・サマセット・ハウスに対するシャーロット王妃の権利と引き換えに、シャーロット王妃の所有地が決定され、彼女の15人の子供のうち14人がそこで誕生した。一部の調度品はカールトン・ハウスから移送され、その他は1789年のフランス革命後にフランスで購入されたものであった。セント・ジェームズ宮殿は引き続き公式および儀式用の王宮であったが、少なくとも1791年以降「バッキンガム宮殿」という名前が使用された。
1820年に王位に就いた後、ジョージ4世は小さくて快適な家を作ることを目的として改修を続けた。しかし、工事が進行中の1826年に、ジョージ4世国王は建築家のジョン・ナッシュの助けを借りて、この家を宮殿に改造することを決定した。外部ファサードは、ジョージ 4世が好んだフランスの新古典主義の影響を念頭に置いて設計された。改修費用は劇的に上昇し、1829年までにナッシュの設計があまりにも豪華だったために、彼は建築家としての職を追われた。1830年にジョージ4世が亡くなると、弟のウィリアム4世はこの仕事を完成させるためにエドワード・ブロアを雇った。ウィリアムは決して宮殿に引っ越すことはしなかった。1834年にウェストミンスター宮殿が火災で焼失した後、彼はバッキンガム宮殿を新しい国会議事堂に改築することを申し出たが、その申し出は拒否された。

### ヴィクトリア女王（1837年 - 1901年）
バッキンガム宮殿は、1837年にここに居住した最初の君主であるビクトリア女王の即位に伴い、イギリス王室の主要な宮殿となった。ビクトリア女王の先王ウィリアム4世は完成前に亡くなっていた。バッキンガム宮殿は豪華な広間は金箔と色彩であふれていたが、新しい宮殿の必需品はいくらか贅沢ではなかった。煙突からの煙があまりにも多かったので、火が消えるまで放置しなければならず、その結果、宮殿はしばしば寒かったと記録されている。換気が非常に悪く、室内が臭かったため、ガス灯の設置が決まったときは、下の階にガスが滞留するのではないかという深刻な懸念が上がっていた。また、バッキンガム宮殿の職員は怠け者で、宮殿は汚かったとも言われている。1840年のビクトリア女王の結婚後、夫のアルバート王配は家事室とスタッフの再編と、宮殿の設計上の欠陥の解決に取り組んだ。1840年末までに、すべての問題は解決された。しかし、建設業者は10年以内に戻ってくることになった。
1847年までに、女王夫妻は宮殿が宮廷生活や成長する家族にとって小さすぎることに気づき、エドワード・ブロアが設計した新しい翼がトーマス・キュービットによって建設され、中央の四角形を取り囲んだ。ザ・マルに面した広いイースト・フロントは、現在バッキンガム宮殿の「公の顔」となっており、重要な行事や毎年恒例のトゥルーピング・ザ・カラーの後に王室が群衆を迎える際に利用するバルコニーがある。ジョン・ナッシュの弟子ジェームズ・ペネソーンによって設計されたボールルーム棟とさらなるステートルームもこの時期に建設された。アルバート王配が亡くなるまで、この宮殿は頻繁に音楽エンターテイメントが開催され、最も有名な現代音楽家もバッキンガム宮殿で接待を受けていた。ドイツの作曲家フェリックス・メンデルスゾーンはここで3回演奏したことが知られている。ヨハン・シュトラウス2世と彼のオーケストラはイギリス滞在中にそこで演奏した。ヴィクトリア朝時代、バッキンガム宮殿では通常の王室儀式、叙任式、発表会に加え、豪華な仮装舞踏会が頻繁に開催された。
1861年に未亡人となり、悲しみに打ちひしがれたビクトリア女王は公生活から身を引き、バッキンガム宮殿を離れ、ウィンザー城、バルモラル城、オズボーン・ハウスで暮らした。長年にわたり、バッキンガム宮殿はほとんど使用されず、無視されることさえあった。1864年にはバッキンガム宮殿のフェンスに貼り付けられたメモが発見され、「故居住者の事業が衰退したため、これらの威厳のある建物は貸与されるか売却される」と書かれていた。最終的には世論の影響でビクトリ女王はロンドンに戻るよう説得されたが、それでもビクトリア女王は可能な限り他の場所に住むことを好んだ 。法廷行事はウィンザー城で引き続き開催され、バッキンガム宮殿は一年のほとんどの間閉鎖されたままであった一方、習慣的に喪服を着た陰気な女王が主宰した。
1913年、宮殿正面が改装され、バルコニーが新設された。このバルコニーは広場とザ・マルに面しており、祝日になれば王室一家が国民の前に姿を見せる場所となっている。
なお、宮殿の屋上に王室旗が掲げられている時は国王または女王が在宅、イギリス国旗なら不在を示している。

## 現在

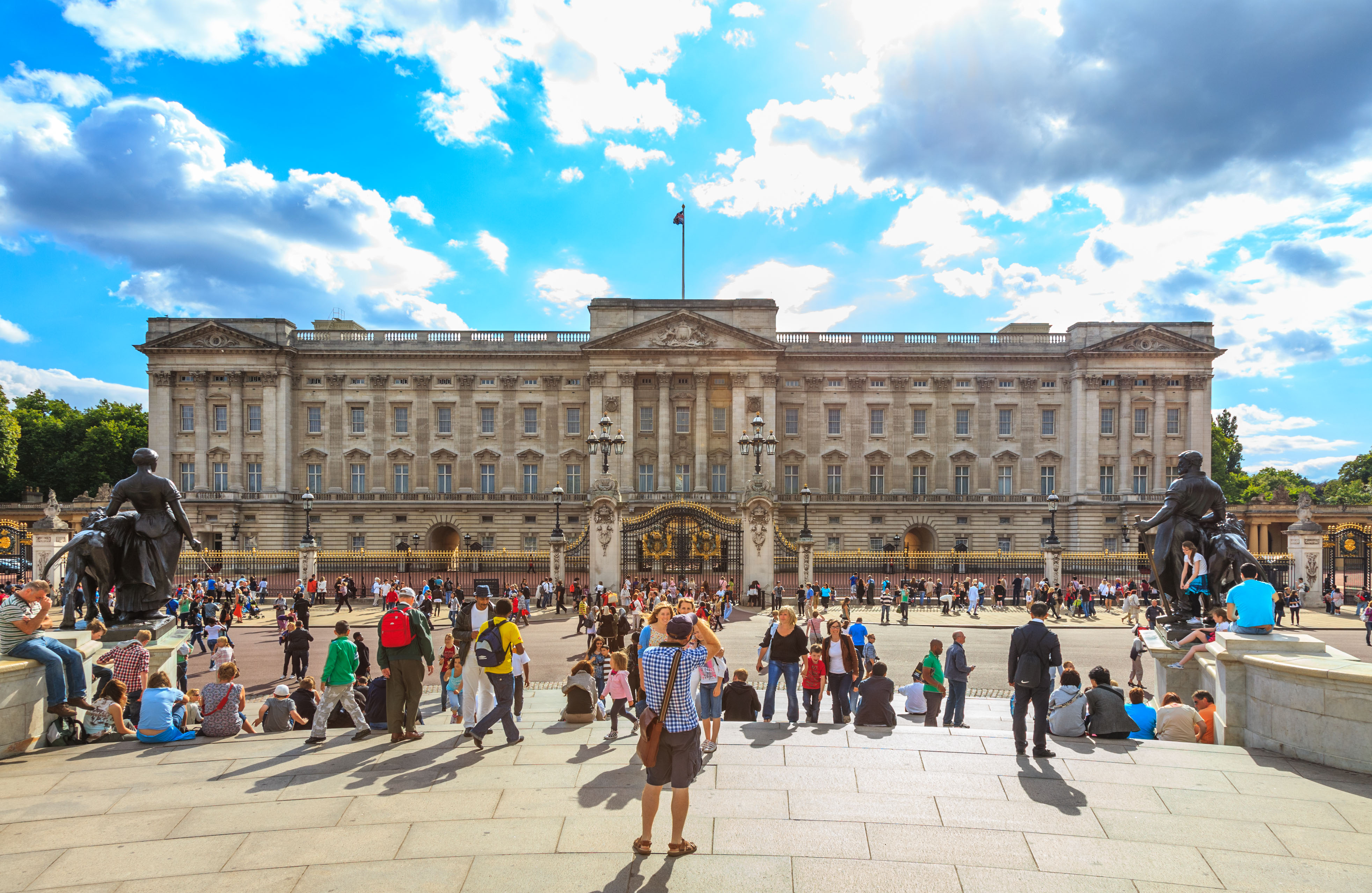
ヴィクトリア記念碑から見たバッキンガム宮殿

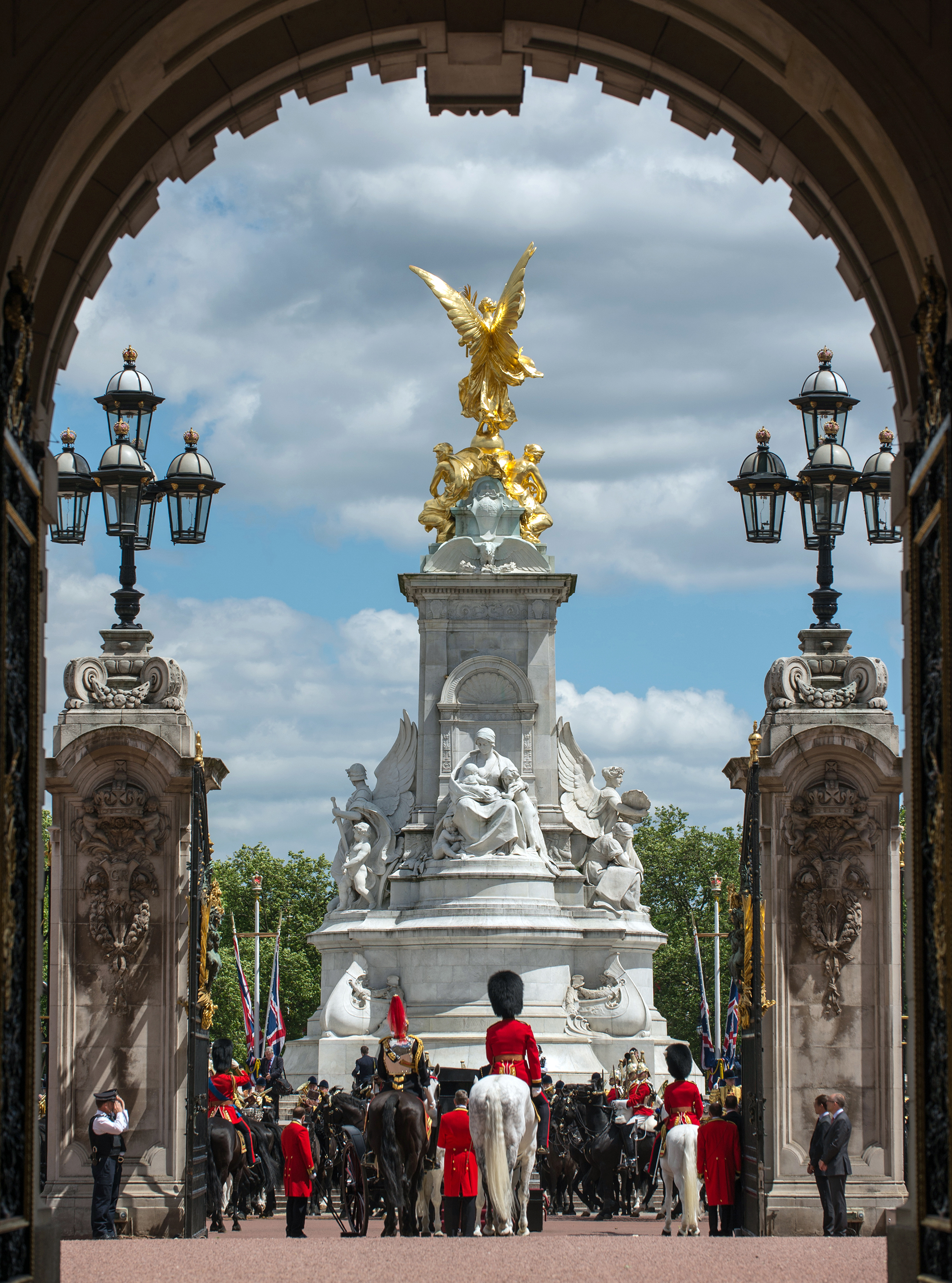
宮殿内から見たドレスリハーサル中のヴィクトリア記念碑（2015年）

バッキンガム宮殿の内容の多くはイギリス王室コレクションの一部である。ロイヤル・ミューズ近くのキングス・ギャラリーで一般公開されることもある。この専用ギャラリーは1962年にオープンし、コレクションから厳選したアイテムを随時展示している。第二次世界大戦で破壊された礼拝堂の跡地を占めている。また、1970年に第1級指定建造物に指定された。大広間は1993年以来、8月と9月の間、年間を通じて特定の日に一般公開されており、入場料として集められた資金は当初寄付されたものである。これらは1992年の火災で多くのステート・ルームが焼失した後、ウィンザー城の再建に向けて取り組みが実施された。2017年3月31日までの1年間に、58万人が宮殿を訪れ、15万4000人がギャラリーを訪れた。2004年にバッキンガム宮殿はバッキンガム宮殿の暖房のために地域エネルギー基金に資金を請求しようとしたが、世論の反発を恐れて請求は拒否された。
バッキンガム宮殿ではかつて職員を人種的に隔離していた。1968年にエリザベス2世女王の財務官を務めていた第2代トライオン男爵チャールズ・トライオンは、バッキンガム宮殿を1968年人種関係法の全面適用から免除するよう求めた。彼は、宮殿は事務職として有色人種を雇用せず、家事使用人としてのみ雇用したと述べた。彼は、王室に対する人種差別の苦情が直接内務大臣に送られ、法制度の対象外となることを意味する免除を公務員らと取り決めた。
バッキンガム宮殿は、ウィンザー城と同様、国王の席に君臨する君主が所有している。占拠された王宮は王室財産の一部ではなく、サンドリンガム・ハウスやバルモラル城とは異なり、君主の個人所有物でもない。イギリス政府は王室財産から得た利益と引き換えに宮殿を維持する責任を負っている。2015年、天井が危険になる可能性があったため、ステート・ダイニング・ルームは1年半閉鎖された。新しい配管、配線、ボイラーとラジエーター、屋根へのソーラーパネルの設置を含む10年間の保守作業スケジュールは3億6900万ポンドかかると推定され、2016年11月に首相によって承認された。資金はクラウン・エステートの収入から支払われるソブリン補助金の一時的な増額によって賄われ、建物の耐用年数を少なくとも50年間延長することを目的としている。2017年、下院は464票対56票でプロジェクトへの資金提供を支持した。

## バッキンガム宮殿の内装

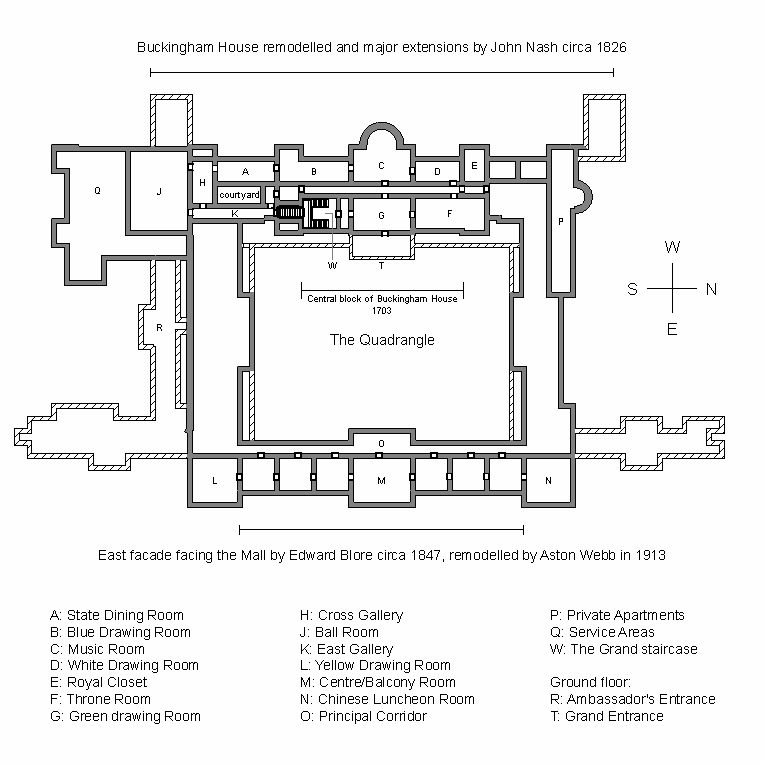
バッキンガム宮殿のピアノ・ノビーレ

バッキンガム宮殿の正面は幅 355フィート（108メートル） 、奥行き390フィート（120 メートル）、高さ80フィート（24メートル） で、床面積は 83万平方フィート（7万7000平方メートル）以上とされている。客室は775室あり、そのうち188室が職員用寝室、92室が事務室、78室がバスルーム、52室が主寝室、19室が特別室となっている。また、バッキンガム宮殿には郵便局、映画館、プール、医師の診察室、宝石商のワークショップなども設置されている。王室は北翼にある小さな個室を使用している。

### 主な部屋
主要な部屋は、宮殿の裏側、西向きの庭園ファサードの後ろにある1階のピアノ・ノビーレにある。この華麗な広間スイートの中心は音楽室で、その大きな弓がファサードの主要な特徴となっている。音楽室の隣には青と白の応接室がある。スイートの中心には、ステート・ルームを結ぶ廊下として機能し、トップライトが当たる長さ55ヤード（50メートル）の絵画ギャラリーが置かれている。ギャラリーには、レンブラント、ファン・ダイク、ルーベンス、フェルメールの作品を含む多数の作品が飾られている。絵画ギャラリーから続く他の部屋には、玉座の間と緑の応接間がある。緑の応接室は玉座の間への巨大な前室として機能し、大階段の頂上にある衛兵の間から玉座への儀式ルートの一部となっている。衛兵室には、ローマ時代の衣装を着たヴィクトリア女王とアルバート王子の白い大理石の像が、タペストリーが並んだトリビューンの中に安置されている。これらの非常に格式高い部屋は、儀式や公式の接待にのみ使用されるが、毎年夏には一般公開されている。

### 応接室

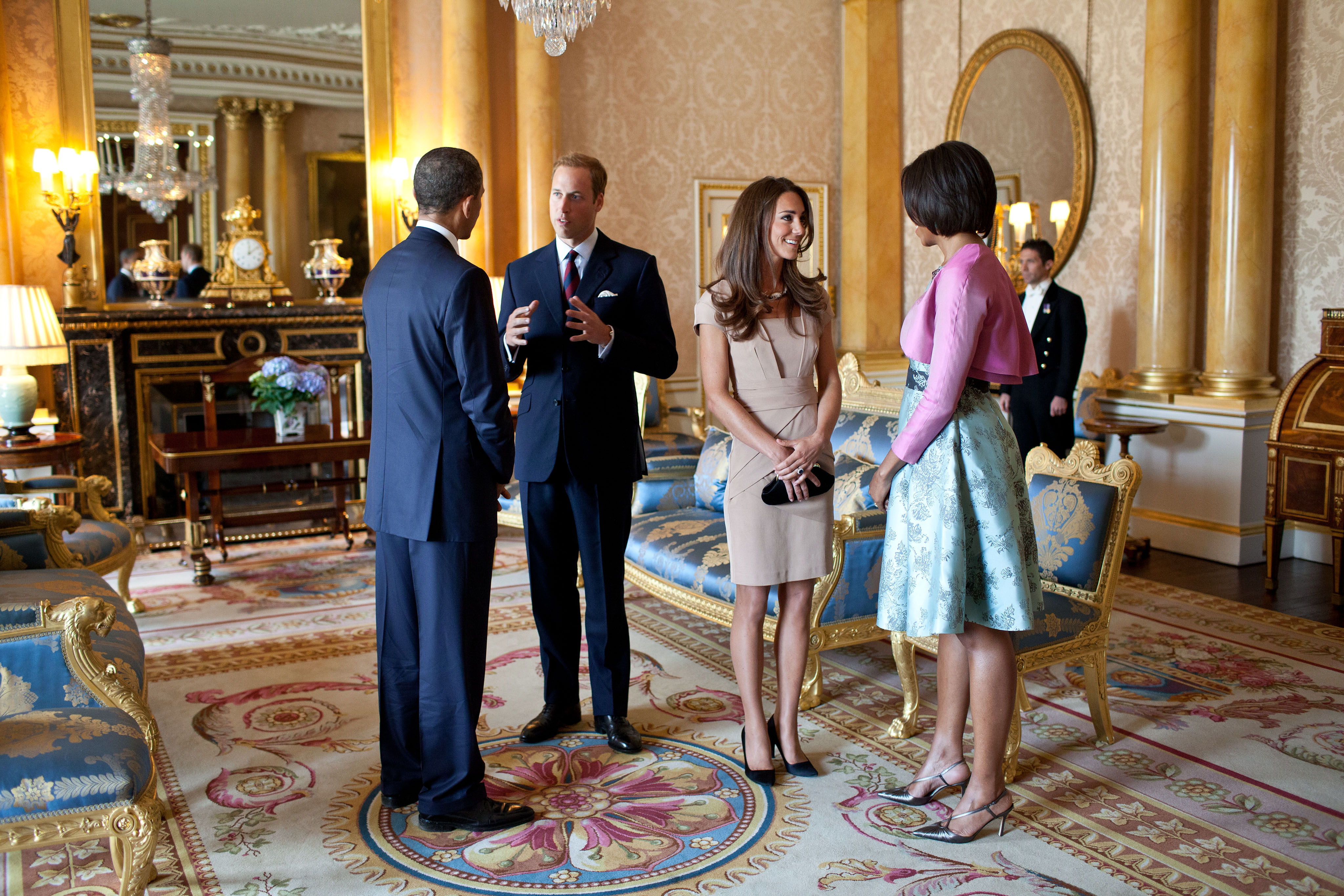
1844年の部屋でバラク・オバマ大統領とミシェル・オバマ夫人に挨拶するウィリアム王子とキャサリン妃

王室エリア真下には、それほど豪華ではない応接室がある。大理石ホールに面したこれらの部屋は、昼食会や個人的な聴衆など、あまりフォーマルでない娯楽に使用される。このフロアの中心にはバウ ルームがあり、毎年何千人もの来客が君主のガーデン・パーティーに訪れる。外国の国家元首がイギリスを国賓訪問する場合、通常はバッキンガム宮殿で君主の接待を受けることになっている。来客には、西向きのガーデン・ウィングの 1 階、大臣の階段のふもとに位置する、ベルギー・スイートとして知られる広々とした一連の部屋が割り当てられる。部屋の中には、ロシアのニコライ1世の国賓訪問のためにその年に装飾された 1844年の部屋や、フランスのナポレオン3世の訪問を記念して1855年の部屋など、特定の訪問者のために名前が付けられ装飾されている部屋がある。前者は謁見室を兼ねた居間で、しばしば個人的な儀式に使用される。スイートの部屋は狭い廊下で結ばれている。そのうちの一つは、ナッシュがソーンのスタイルでデザインした受け皿のドームによって、余分な高さと遠近感が与えられている。スイートの2番目の廊下には、ゴシック様式の影響を受けたクロスオーバー アーチ型天井がある。この部屋は、ヴィクトリア女王とアルバート王配の叔父であるベルギー王レオポルド1世にちなんで名付けられた。1936年にエドワード8世がこの部屋を占拠したとき、一時的にこの部屋はバッキンガム宮殿のプライベート・アパートメントとなった。オリジナルの19世紀初頭のインテリア・デザインには、その多くが今も残っており、チャールズ ロングのアドバイスにより、明るい色のスカリオラと青とピンクのラピスが広く使用されていた。エドワード7世は、ベルエポック様式のクリームとゴールドの配色で部分的な改装を指揮した

## 宮廷儀式
叙勲式（剣による騎士爵位の授与を含む）は通常、宮殿の玉座の間で行われる。叙勲式は国王または王族の上級メンバーによって執り行われる。受賞者が家族や友人に見守られながら栄誉を受ける間、軍楽隊が音楽室で演奏を行う。

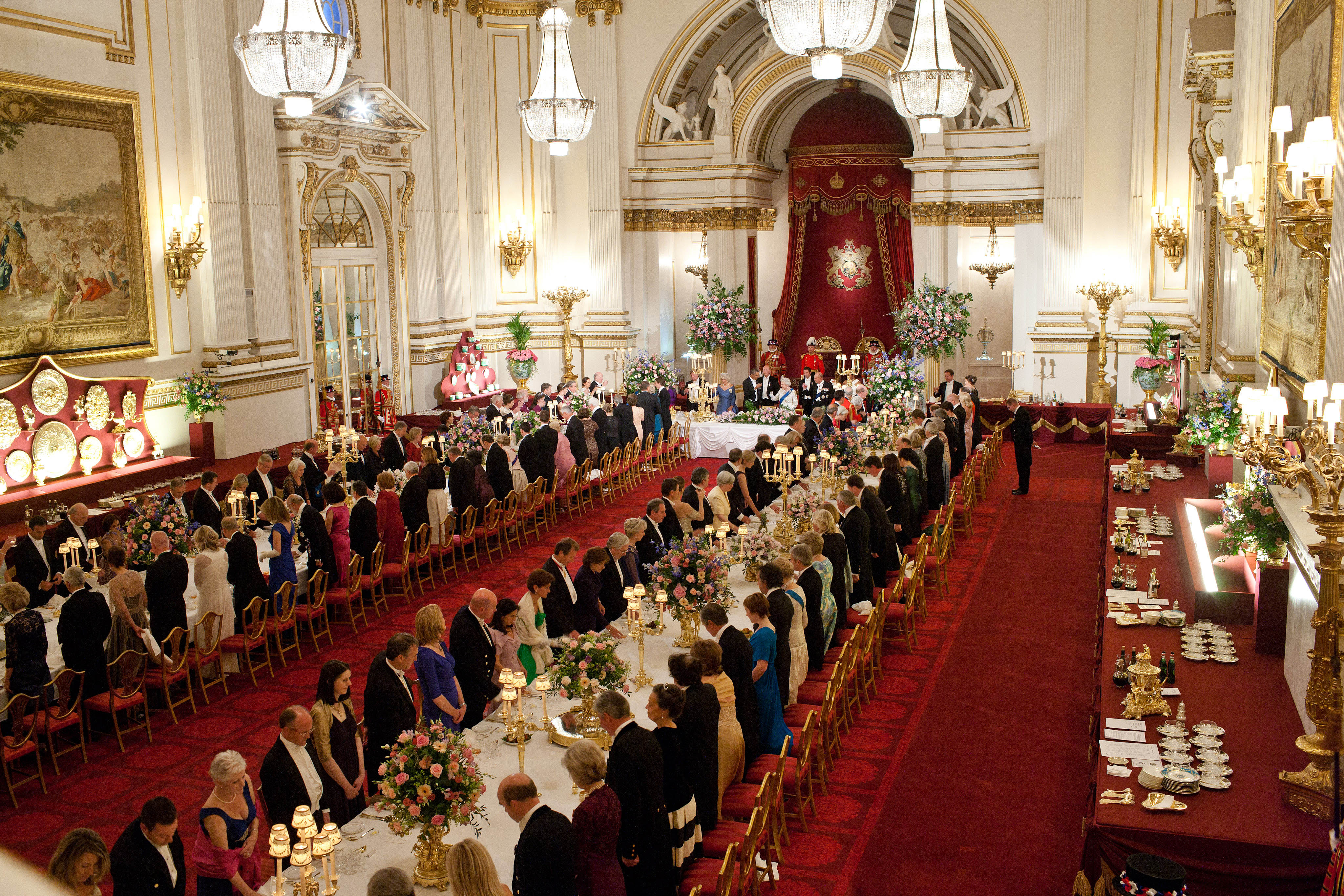
2011年にエリザベス女王がオバマ大統領を迎えた際にボールルームで開催された公式晩餐会

国賓晩餐会は、1854年に建てられた舞踏室で行われる。長さ120フィート（36.6メートル）、幅60フィート（18メートル）、高さ45フィート（13.5メートル)で、宮殿内で最も大きな部屋である。部屋の片方の端には玉座台（巨大なドーム型のベルベットの天蓋の下にあり、シャミアナまたはバルダチンと呼ばれ、 1911年にデリーのダルバールで使用された）がある。 国賓晩餐会は、外国の国家元首による公式訪問の初日の夜に開催される正式な晩餐会である。これらの機会には、ティアラを含む正式な「ホワイトタイと装飾」を身に着けた最大170人のゲストのために、ダイニングテーブルにはグランドサービスが並べられる。グランドサービスは、1811年にプリンスオブウェールズ（後のジョージ4世）のために作られた銀メッキの皿のコレクションである。
バッキンガム宮殿で最大かつ最も正式なレセプションは、毎年11月に国王が外交団をもてなす際に行われる。この盛大な機会には、すべての公式の部屋が使用され、王室一家は絵画館の北側の大きな扉から順に部屋を進んでいく。 ナッシュが思い描いていたように、二重鏡の大きな扉はすべて開かれ、多数のクリスタルシャンデリアや燭台が映り込み、空間と光の錯覚を意図的に作り出す。
新任大使の歓迎などの小規模な式典は「1844 ルーム」で行われる。ここでも国王は小規模な昼食会を開き、枢密院の会合も頻繁に行われる。より大規模な昼食会は、湾曲したドーム型のミュージック・ルームまたはステート・ダイニング・ルームで行われることが多い。二次世界大戦中に宮殿の礼拝堂が爆撃されて以来、王室の洗礼式はミュージック・ルームで行われることがある。エリザベス女王の3人の子供たちは全員、ここで洗礼を受けた。すべての公式行事では、歴史的な制服を着たヨーマン・オブ・ザ・ガードや、宮内長官などの宮廷役員が式典に出席する。

### かつての儀式

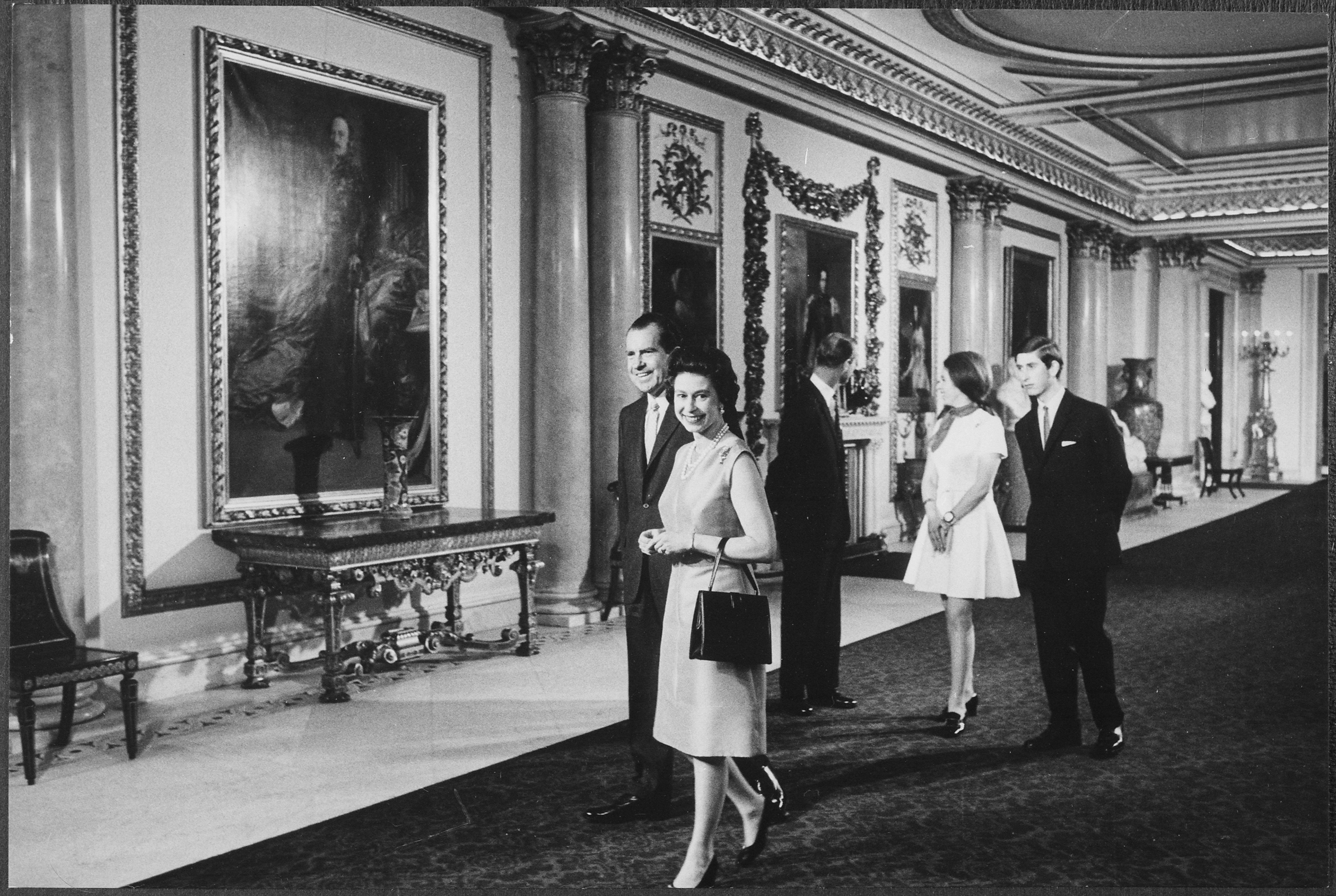
1階のマーブルホールでニクソン大統領と王室メンバー

かつて、軍服を着用しない男性は、18世紀デザインの膝丈ズボンをはいていた。女性のイブニングドレスには、トレーンと髪にティアラまたは羽根（多くの場合、両方）が含まれていた。正式な宮廷の制服と服装を規定するドレスコードは徐々に緩和されてきた。第一次世界大戦後、メアリー王妃が流行に従ってスカートを地面から数インチ上げたいと思ったとき、王の反応を見るために、まず自分のスカートを短くするよう侍女に頼んだ。ジョージ5世は認めなかったため、王妃は流行に反するほど低い裾丈にした。1936年の即位後、ジョージ6世とエリザベス王妃は、日中のスカートの裾を上げることを許可した。今日、公式のドレスコードはない。 日中にバッキンガム宮殿に招待された男性のほとんどは、軍服かラウンジスーツを着用することを選択する。
新人女優の法廷紹介
デビュタントとは、宮廷で君主への紹介を通じて初めて社交界に足を踏み入れる貴族の若い女性のことである。この行事は「カミングアウト」と呼ばれ、エドワード7世の治世から宮殿で行われた。デビュタントは、正装で髪にダチョウの羽を3本付けて入場し、規定の長さのドレストレーンを操りながら、お辞儀をし、後ろ向きに歩き、さらにお辞儀をした。イブニングコートと呼ばれるこの儀式は、ヴィクトリア女王の治世の「宮廷応接室」に相当する。 第二次世界大戦後、この儀式は、宮廷イブニングドレスの着用義務をなくし、より形式ばらない午後のレセプションに置き換えられた。1958年にエリザベス2世女王はデビュタントの紹介パーティーを廃止し、ガーデンパーティーに置き換えた。ガーデンパーティーは、最大8000人の招待客が庭園に集まった。これは年間最大の行事である。

## 庭園とその周辺
宮殿の裏手には公園のような大きな庭園があり、湖と合わせてロンドン最大の私有庭園となっている。エリザベス2世女王は毎年夏にここで毎年恒例のガーデンパーティーを開催し、また祝典などの王室の節目を祝う大規模な行事も開催した。17ヘクタール（42エーカー）の広さがあり、ヘリコプターの着陸場、湖、テニスコートがある。
宮殿に隣接するロイヤル・ミューズもナッシュの設計によるもので、ゴールド・ステート・コーチを含む王室の馬車が収容されている。1760年にウィリアム・チェンバースが設計したこのロココ調の金箔張りの馬車には、G・B・チプリアーニによるパネル絵が描かれている。1762年の国会開会式でジョージ3世によって初めて使用され、ウィリアム4世以来、すべての戴冠式で君主によって使用されている。[113]最後に使用されたのは、チャールズ3世とカミラ王妃の戴冠式である。また、この馬車には王室の儀式行列で使用される馬車の馬や王室が使用する多くの車も収容されている。
宮殿への儀式用の参道であるザ・モールは、アストン・ウェッブによって設計され、1911年にヴィクトリア女王の壮大な記念碑の一部として完成した。アドミラルティ・アーチからセント・ジェームズ公園を横切りヴィクトリア記念碑まで伸び、宮殿前庭の入口ゲートで終わる。このルートは、訪問中の国家元首の騎馬行列や車列、および毎年恒例の軍旗行進 などの国家行事で王室が使用する。

## 衛兵交代式

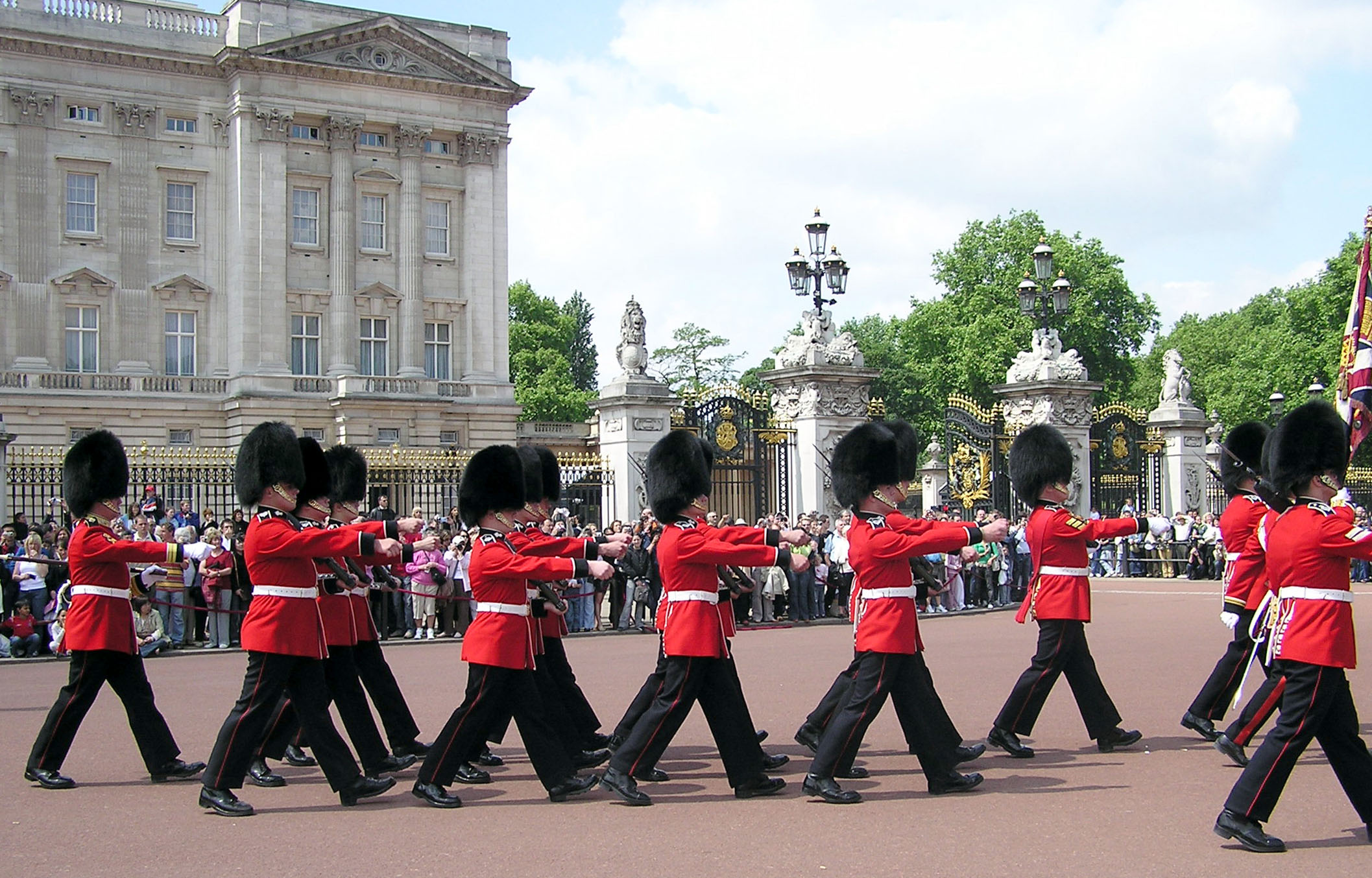
近衛兵による交代儀式

イギリスの名物であると同時に重要な観光イベントでもある衛兵交代式は、4月から7月までは毎日1回、他の月では2日に1回ずつ午前11時30分（日曜日は10時。大雨の日は中止）に行われる。近衛歩兵隊はグレナディアガーズ (Grenadier Guards) 、コールドストリームガーズ (Coldstream Guards) 、スコッツガーズ (Scots Guards) 、アイリッシュガーズ (Irish Guards) 、ウェルシュガーズ (Welsh Guards) の5つの連隊がある。特に王の誕生日に挙行される最も派手な交代式を、トルーピング・ザ・カラー (Trooping the Color) と言う。

## 宮殿の変遷
- 英国王室のロンドンにおける公式居住地
  - ウェストミンスター宮殿 - 1049年から1530年まで
  - ホワイトホール宮殿 - 1530年から1698年まで
  - セント・ジェームズ宮殿 - 1702年から1837年まで
  - バッキンガム宮殿 - 1837年以降